# Suiza en los Juegos Paralímpicos de Pekín 2022
Suiza estuvo representada en los Juegos Paralímpicos de Pekín 2022 por doce deportistas, nueve hombres y tres mujeres.

## Medallistas
El equipo paralímpico suizo obtuvo las siguientes medallas:
| Nombre    | Deporte      | Evento                    |
| --------- | ------------ | ------------------------- |
| Oro       |              |                           |
| —         |              |                           |
| Plata     |              |                           |
| —         |              |                           |
| Bronce    |              |                           |
| Théo Gmür | Esquí alpino | Descenso de pie masculino |